# Lago Tahoe

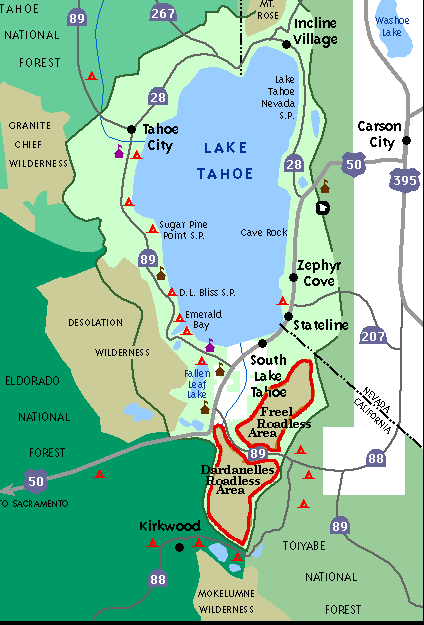
Mapa da região do Lago Tahoe

O Lago Tahoe (em inglês:  Lake Tahoe) é um grande lago de água doce situado nas montanhas da Serra Nevada dos Estados Unidos. Situado a uma altitude de 1897 m, localiza-se na fronteira entre os estados de Califórnia e Nevada, a oeste de Carson City. O lago Tahoe é o maior lago alpino da América do Norte, e sua profundidade é de 501 m, o que faz dele o segundo mais profundo do país (atrás apenas do lago Crater, em Oregon).
O lago foi formado há cerca de dois milhões de anos e faz parte da Bacia do Lago Tahoe; seu desenho atual foi formado durante a última Era do Gelo. É conhecido pela transparência de suas águas e pelo panorama formado pelas montanhas que o cercam de todos os lados. A área em torno do lago é conhecida como Lake Tahoe ou simplesmente Tahoe.
O lago é uma das principais atrações turísticas dos estados da Califórnia e Nevada. Nele se encontram inúmeros estações de esqui, atrações turísticas e locais para recreação ao ar livre durante o verão. A neve e o esqui são dois dos principais atrativos para a economia e a reputação local. O lado do lago situado no estado de Nevada também tem grandes cassinos. Diversas rodovias permitem o acesso durante o ano todo, ligando a cidade a Reno, Carson City e Sacramento.